# Robert Jasper Grootveld

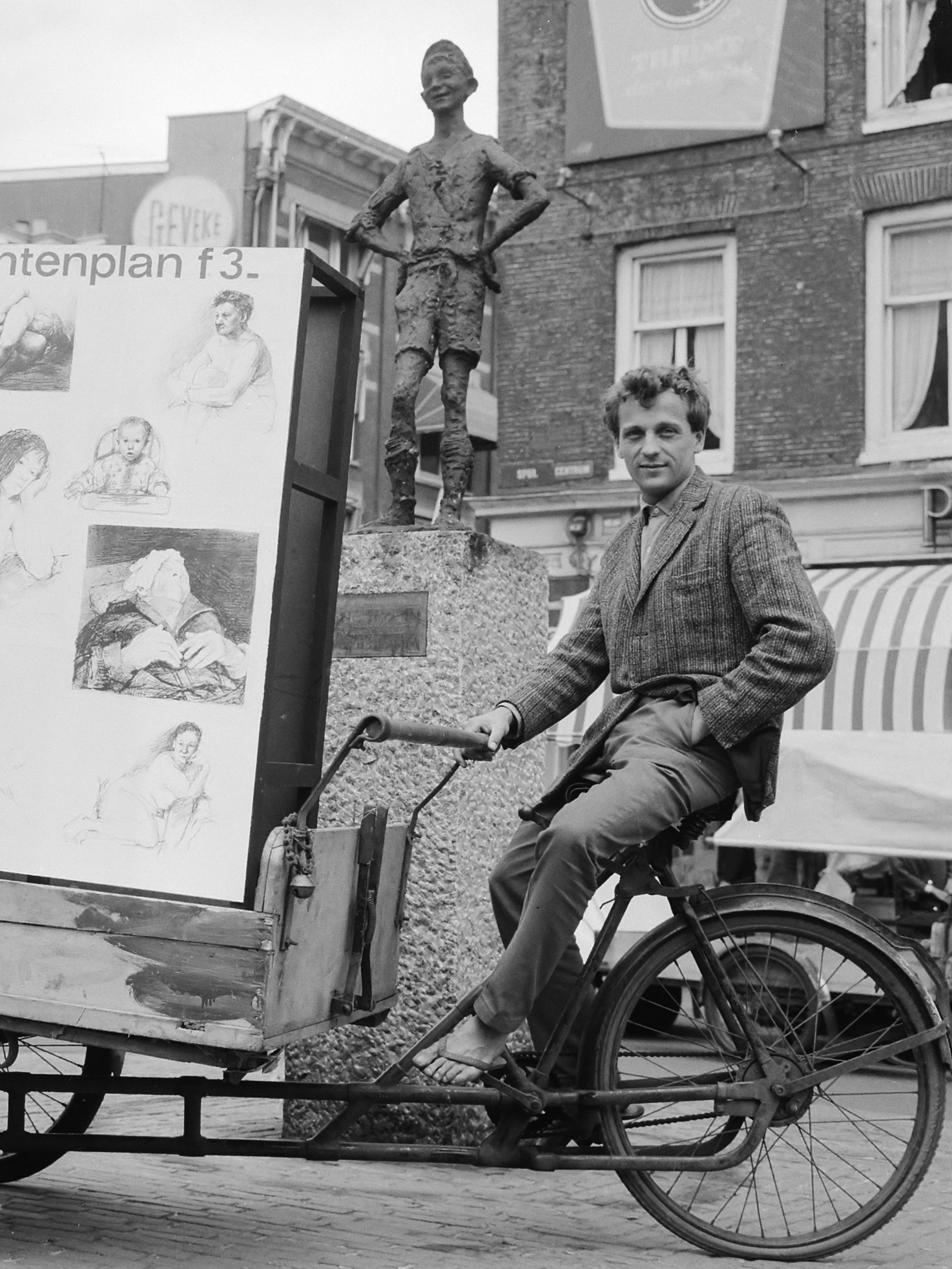
Robert Jasper Grootveld (1964)

Robert Jasper Grootveld (* 19. Juli 1932 in Amsterdam; † 26. Februar 2009 ebenda) war ein niederländischer Happening-Künstler, Vorläufer und Inspirator der Provo-Bewegung, Erfinder der „schwimmenden Gärten“ und sozialer Aktivist.

## Leben
Robert J. Grootveld wuchs in einem sozial engagierten Elternhaus auf. Nach eigener Aussage erinnert er sich deutlich an ein früheres Kindheitserlebnis, den „Sinterklaas“ (Sankt Nikolaus), der später bei seinen Happenings eine wichtige Rolle spielen sollte. Er gibt an, dass der Nikolaus für ihn lebendig geworden sei, als er gesehen habe, dass ein Päckchen in seinem Schuh gewesen wäre. 1954 verbrachte er ein Jahr in Paris. 1955 meldeten einige Amsterdamer Zeitungen, dass Grootveld mit schwarz geschminkten Gesicht auf einem Floß durch die Amsterdamer Kanäle fuhr. Anfang der 1960er-Jahre erschien Grootveld als „Zwarte Piet“, Knecht Ruprecht, bei seinen wöchentlichen Happenings. Für ihn war der Heilige Nikolaus ein Wohltäter, ein Kinder- und Menschenfreund.
Der Dichter und Schriftsteller Simon Vinkenoog (1928–2009) organisierte am 9. Dezember 1962 das erste Happening in Amsterdam, inspiriert durch die amerikanische Fluxus-Bewegung. Mit dabei waren Grootveld und der Medizinstudent Bart Huges. Letzterer wurde später international bekannt, als er sich am 6. Januar 1965 ein Loch in die Schädeldecke bohrte, um – wie er meinte – sein Bewusstsein zu erweitern und ständig high zu bleiben.
Grootveld wurde als „Anti-Rauch-Magier“ bekannt. Zuvor war er als Florist, Schaufensterdekorateur, Schreiner, Reklameassistent, Fensterputzer, Geschirrspüler, Steward auf einem Schiff und Statist tätig.

## Aktivitäten und Happenings
Bereits 1961 startete Grootveld seine Aktivitäten gegen die Tabakindustrie. Angeblich schrieb er auf Hunderte von Reklame-Postern das Wort Krebs, als Warnung vor den gesundheitlichen Folgen des Zigarettenrauchens. Für die Aktionen erhielt er – obwohl er sie vorher den zuständigen Behörden gemeldet hatte – eine Gefängnisstrafe von 60 Tagen. Seine Bekanntheit in den Medien als „Anti-Rauch-Magier“ stieg dadurch stark an. Seine ersten Happenings fanden im März 1962 im Anti-Rauch-Tempel statt, in einer umgebauten Autowerkstatt, im Beisein des Schriftstellers Harry Mulisch, des Sängers Ramses Shaffy und weiteren Zuschauern. Grootveld führte unterschiedliche „Beschwörungsformeln“ gegen das Rauchen auf. Einige Wochen später war das Interesse an seinen Vorstellungen so gering geworden, dass er am 18. April 1962 seinen Tempel anzündete. Daraufhin wurde er wegen Brandstiftung verhaftet und verurteilt. Im Sommer 1964 verlegte er seine magischen Happenings an den Spui, einen kleinen Platz in der Amsterdamer Innenstadt 

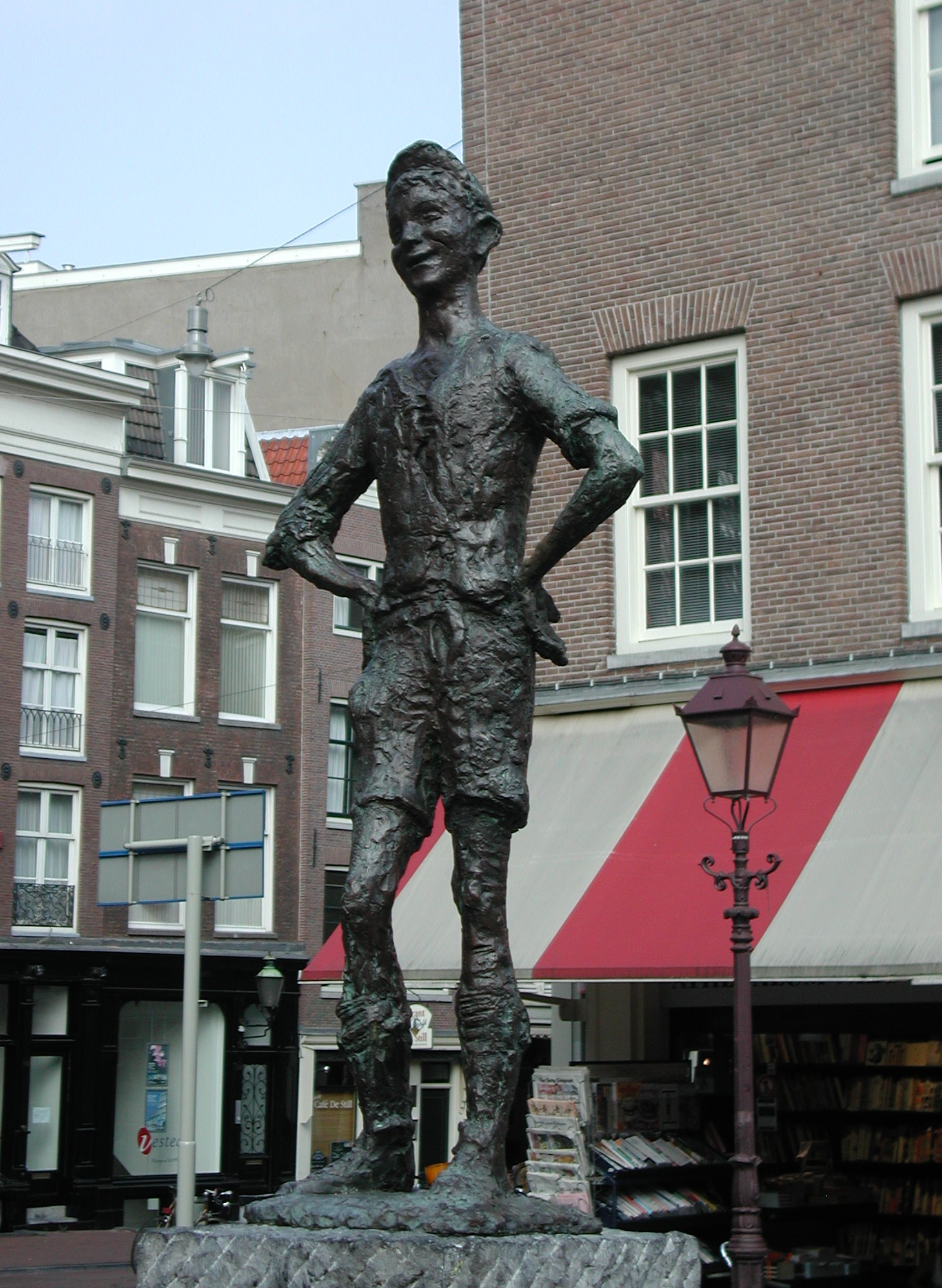
Das Lieverdje

. Auf diesem Platz steht ein Standbild, genannt das Lieverdje, gestiftet von einer Zigarettenfabrik. Als Knecht Ruprecht verkleidet begann Grootveld jeden Samstagabend um zwölf Uhr seine rituellen Aufführungen zu halten, kombiniert mit seiner bereits entstandenen Imago und den Beschwörungen „uche, uche, uche“, „Imaazje, Imaaazje“ und „Klaas komt“. Klaas, (für Sinterklaas; Heiliger Nikolaus) bedeutete für ihn den „Nikolaus-Mythos“, wobei er den Menschenfreund als „Messias“ präsentierte, der dafür sorgen sollte, dass sich die Zeiten ändern würden. Dies war als Metamorphose gemeint für die freudige Überraschung bei Kindern, wenn der „Weihnachtsmann“ kommt.
Zu dieser Zeit wurde Grootveld und das Publikum von den Behörden und der Polizei toleriert. Das änderte sich jedoch 1965, weil immer mehr Zuschauer und Beteiligte durch das mitternächtliche Straßentheater angezogen wurden und die Medien ausführlich darüber berichteten. Unter den aktiv Beteiligten befanden sich die Anarchisten Roel van Duijn und Rob Stolk. Durch das plötzliche und unverständlich harte Auftreten der Polizei kristallisierte sich die Provo-Bewegung heraus. Grootveld schloss sich der Bewegung an, bekam noch mehr nationale Bekanntheit und einzelne Fernseh-Interviews. 1966 errichtete er im Amsterdamer Vondelpark ein Speakers-Corner und gründete mit dem Maler Theo Kleij ein „Exotisch-Kitsch-Conservatorium“. Bis etwa Ende 1966 führte Grootveld seine Happenings auf. Die Provobewegung, die durch Grootvelds Strassentheater-Aufführungen inspiriert worden war, löste sich 1967 auf. Die Medien berichteten in den letzten Monaten mehr über die Provos; doch Grootveld, einst Medien-Mittelpunkt, geriet mehr und mehr in Vergessenheit. 1970 beteiligte er sich bei der Kabouterbewegung und engagierte sich später als Künstler.

## Künstler
Bis in die 1990er Jahre wurde Robert J. Grootveld belächelt als „ungefährlicher Narr“, ein „Stadtkomiker“ („Stadsgek“); aber auch als „eine moderne Verkörperung des bekannten Dorftrottel“. Dies änderte sich jedoch mit Grootvelds Ideen und Realisierung seiner Schwimmenden Gärten; auch Schwimmende Inseln genannt. Eine von Grootveld künstlerisch geschaffene Form des Softbuilding, es wurden keine harte Materialien aus Metall oder Holz verwendet. Er war bereits 1955 auf einem Floß dieser Art durch die Amsterdamer Kanäle gefahren. Grootveld verwendete Styropor-Blöcke, die von Kunststoffnetzen zusammengehalten wurden. Durch diese Konstruktion wurde die sanfte, bewegliche Struktur erhalten. Nach seiner Vorstellung könnten die Schwimmenden Inseln ohne Wartung einhundert Jahre erhalten bleiben und einen Vorteil bei Überschwemmungen beziehungsweise hohem Wasserstand bieten: sie steigen mit dem Wasserspiegel. Abgesehen von den „schwimmenden Inseln und Gärten“ baute er aus alten Autoreifen ein sog. „Bandenboot“.
Heute wird Robert Jasper Grootveld als Erfinder und Künstler anerkannt. Am 15. Juni 2008 hielt De Oceaan, ein unsinkbares Schiff von 24 Meter Länge und 8 Meter Breite, das letzte aus seiner grünen Flotte, Einzug in den Amsterdamer Hafen. „De Oceaan“ war bepflanzt mit Blumen und Bäumen: Erdbeerstauden, Apfelbäume, Trauben, Johannisbeer- und Brombeersträucher, Rhabarber u. v. m. Es gibt auch bereits eine Stiftung, „Blijven Drijven“, die aufgrund von Grootvelds Ideen einen konstruktiven Beitrag für ein „Leben auf dem Wasser“ leisten will. Am 15. Juni 2000 wurde sein „30 Jahre Alter Styropor-Insel-Traum“ durch die offizielle Übergabe der grünen Flotte an den Amsterdamer Gemeindevorstand geehrt.

## Weiterführende Literatur
Bücher
- Niek Pas, „IMAAZJE. De Verbeelding van Provo (1965 - 1967)“. Wereldbibliothek, Amsterdam 2003. ISBN 90-284-2014-2. Viele Informationen über die Provos, u. a. Roel van Duijn, Rob Stolk, van Weetering, Peter Bronkhorst, Robert Jasper Grootveld.
- Eric Duivenvoorden, „Magier van een nieuwe Tijd; het leven van Robert Jasper Grootveld“. Verlag De Arbeiderspers, Amsterdam 2008. ISBN 978-90-295-6722-0

Zeitungen
- Het Parool vom 19. Dezember 1961; „Bekladder van Affiches in Gijzeling“. Über die Festnahme Grootvelds wegen des Beschriftens von Reklame-Postern.